# Fritz Strassmann

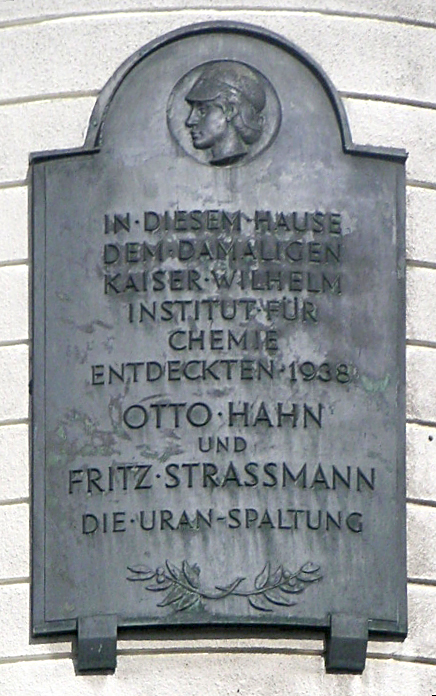
Pamětní deska věnovaná Fritzi Strassmannovi a Otto Hahnovi za spoluobjevení štěpení. Nachází se v budově Otto-Hahn na Svobodné univerzitě v Berlíně (Thielallee 63, Berlín).

Fritz Strassmann (22. února 1902 Boppard – 22. dubna 1980 Mohuč) byl německý chemik. Spolu s Otto Hahnem na počátku roku 1939 identifikovali baryum pomocí bombardování uranu neutrony, což byl do té doby neznámý jev. Dnes je tento jev všeobecně znám pod pojmem jaderné štěpení.

## Život
Fritz Strassmann se narodil v Boppardu. Chemii se začal věnovat již na vysoké škole. Studoval na Technické univerzitě v Hannoveru, kde byl vynikajícím studentem, čemuž napovídá jeho doktorská práce, ve které se zabýval rozpustností jódu v oxidu uhličitém. Jako absolvent zůstal na akademické půdě, protože nezaměstnanost v oblasti chemického průmyslu byla vysoká.
V roce 1929 začal pracovat v Kaiser Wilhelm institutu pro chemii, která se nacházela v Berlíně.
Od roku 1929 až do roku 1945 pracoval v Chemickém ústavu císaře Wilhelma v Berlíně. Účastnil se zkoumání radioaktivních izotopů uranu a thoria. V roce 1938 podal chemický důkaz štěpení uranu při bombardování neutrony.
V roce 1933 vystoupil ze Společnosti německých lékáren, protože ty se staly součástí nacisty kontrolované veřejnoprávní korporace. Následně byl přidán na černou listinu. Fyzikové Otto Hahn a Lise Meitnerová našli pro Fritze práci v laboratoři, která sice byla za poloviční plat než měl u Společnosti německých lékáren, na druhou stranu se mohl podílet na objevu nesmírných rozměrů. Strassmann byl pro laboratoř obrovský přínos. Sám prohlásil: „Navzdory mé velké náklonnosti k chemii si cením své osobní svobody tak vysoko, že pro její zachování bych pracoval i jako dělník na stavbě.“ Během války společně se svou manželkou Marii Heckter Strassmann skryli židovského přítele ve svém bytě. Skrývali ho tam několik měsíců i navzdory trestu, který by celou jeho rodinu včetně tříletého syna čekal.
Díky zkušenostem, které během života Strassmann získal v analytické chemii, byl Otto Hahnem a Lise Meitnerovou zapojen do výzkumu produktů vznikajících při bombardování uranu neutrony.
V prosinci 1938, Hahn a Strassmann odeslali rukopisné hlášení časopisu Naturwissenschaften, kde popsali své objevy vzniklé během pokusů bombardování jader uranu. Současně hlásila tyto výsledky i Meitnerová, která unikla z Německa, kde se bála o svůj život, a usadila se ve Švédsku. Meitnerová a její synovec Otto Frisch interpretovali tyto výsledky pár měsíců po Hahnovi pod názvem Produkty jaderného štěpení.
V roce 1944, Hahn obdržel Nobelovu cenu za objev jaderného štěpení v oblasti chemie, kde mu značně dopomohl svými pokusy právě Fritz Strassmann. Někteří historici dokumentují, že Meitnerová by měla být prohlášena společně s Hahnem za objevitele jaderného štěpení a Nobelova cena jí měla být udělena rovněž.
Od roku 1946 působil jako profesor a ředitel Ústavu anorganické chemie v Mohuči, kde po odchodu do důchodu také zemřel.

## Vyznamenání
- 1960: Předání pečeti rodného města Boppard.
- 1966: Předání ceny Enrico Fermi Award od Komise pro atomovou energii americkým prezidentem Johnsonem.
- 1972: Jmenování čestným občanem města Mainz.
- 1985: Posmrtné ocenění Spravedlivý mezi národy.
- 2001: Na jeho počest Mezinárodní astronomická unie pojmenovala asteroid (19136) Strassmann.